# Аз-Зафир Биамриллах
Абу Мансур Исмаил ибн Абдул-Маджид аз-Зафир Биамриллах (или Аз-Зафир Биамриллах, араб. أبو محمد الظافر بدين الله إسماعيل بن الحافظ‎; 1133—1154) — халиф Фатимидского халифата, правивший с 1149 по 1154 год.

## Биография
Аз-Зафир был четвертым сыном халифа аль-Хафиза. Но его старшие братья не пережили отца, и аз-Зафир был объявлен наследником. Аль-Хафиз умер, когда аль-Зафиру было всего 17 лет. 8 октября 1149 года он был возведен на престол. Чтобы обеспечить спокойствие армии при коронации, визирь Бин аль-Масаль распорядился выплатить солдатам повышенное жалование.
Аль-Масаль взял на себя управление государством. Очень красивый молодой халиф в это время предавался удовольствиям в гареме дворца. Таким образом, центральная власть продолжала слабеть. Аль-Масаль собрал армию из суданцев и выступил против халифа, собираясь захватить власть. Однако в ноябре 1149 года новый халиф Касим смог подавить восстание. Бывший визирь оказался в Александрии, где стал собирать новое войско. Однако местный губернатор аль-Адиль аль-Салар по приказу халифа разбил мятежников и был назначен новым визирем.
В это время на фатимидские территории стали засматриваться крестоносцы. В 1151 году аль-Салар в ответ на действия флота крестоносцев организовал рейд против Яффы, Акры, Сидона и Триполи. Эта атака серьезно ударила по торговле в восточной части Средиземного моря. Нуреддин Занги, эмир Алеппо, поддержал атаку против крестоносцев с суши, но в конце концов, под угрозой потери Дамаска, сократил помощь Фатимидам.
В апреле 1153 года визирь аль-Адиль назначил командующим армией Фатимидов своего пасынка Насира аль-Аббаса. Через несколько дней аль-Адиль был обезглавлен телохранителями Насира. 9 апреля 1153 года Насир вернулся в Каир, и халиф назначил его визирем. Ходили слухи о неких гомосексуальных связях между халифом аз-Зафиром и молодым Насиром. Тем не менее, в марте 1154 года в ходе ссоры Насир ударил халифа ножом, а его тело приказал замуровать под мраморным полом дворца. В убийстве Насир обвинил братьев аз-Зафира. При вскрытии могилы аз-Зафира присутствовал его 5-летний сын Фаиз, который в результате полученной психологической травмы стал мучиться эпилептическими припадками.
О смерти аз-Зафира Усама ибн-Мункыз, очевидец, писал:

Наср и аз-Зафир были ровесники и гуляли по ночам переодетыми. Наср пригласил халифа в свой дом, находившийся в рынке оружейников. Он поставил отряд своих людей в одной из пристроек дома, и, когда гости расположились в доме, эти люди бросились на аз-Зафира и убили его. Было это в ночь на четверг в последний день месяца мухаррема 541 года. Наср бросил тело аз-Зафира в подвал своего дома. С халифом был слуга-негр по имени Сайд ад-Даула, не расстававшийся с ним, которого тоже убили. Наутро Аббас по обыкновению отправился во дворец.  Он позвал управителя дворца и спросил его: “Что с нашим господином?”  Управитель пошел, потом возвратился и сказал: “Мы не нашли нашего господина”. Тогда Аббас сказал: “Народ не может оставаться без халифа. Пойди к нашим господам, братьям аз-Зафира, и приведи кого-нибудь из них, чтобы мы могли ему присягнуть”. Управитель отправился к ним, но опять вернулся со словами: “Господа говорят тебе: “Мы не имеем никакого отношения к власти. Его отец отстранил нас от нее и возложил ее на аз-Зафира. После него власть принадлежит его сыну”. Аббас же убил аз-Зафира с намерением сказать: “Это братья его убили его”, — и потом казнить их за это. Сын аз-Зафира был еще маленький мальчик, и его принес на плече один из служителей дворца. Аббас взял его на руки и понес, а весь народ плакал. Потом он вошел с ним в приемную залу его отца. Там находились дети аль-Хафиза, эмир Юсуф и эмир Джибриль, и их племянник эмир Абу-ль-Бака. Мы уселись под портиком в зале. Во дворце было больше тысячи человек из войска Мисра, и вдруг совершенно неожиданно для нас из залы вышла на двор большая толпа народу и послышался звон мечей, направленных на одного человека. Я сказал одному своему слуге-армянину: “Посмотри, кого это убили”. Он пошел и вернулся со словами: “ Они убили  эмира Джибриля и один из них проткнул ему живот и вытащил кишки”. Затем вышел из той же комнаты Аббас, держа под мышкой непокрытую голову эмира Юсуфа, которую он отрубил мечом; кровь еще стекала с нее. Абу-ль-Бака, племянник эмира Юсуфа, был вместе с Насром ибн Аббасом. Их обоих ввели в одну кладовую во дворце и убили, а во дворце было до тысячи обнаженных мечей.

Насир аль-Аббас начал гражданскую войну, в результате которой верх взяли сторонники малолетнего халифа аль-Фаиза, регентом при котором стал визирь Талай бен Руззик.
Между тем, в августе 1154 года Иерусалимское королевство завладело последним и крупнейшим замком Фатимидов в Палестине - Ашкелоном. Таким образом, Фатимиды потеряли важнейшую стратегическую крепость и торговый порт в восточной части Средиземного моря.